# Pedro Rubio-Benedicto Herrero

Pedro Rubio-Benedicto Herrero  (Valdepeñas, Ciudad Real, 1727 - † Jaén, 27 de mayo de 1795) religioso español,  obispo de Mallorca y, posteriormente, de Jaén.

## Biografía
Importante prelado del siglo XVIII, gran predicador y de carácter asceta fundó la capilla urbana de San José en la ciudad manchega de Valdepeñas que utilizó para oratorio personal sin alguna clase de decoración en sus principios cuando era un simple presbítero. Su inteligencia le llevó a convertirse en párroco de Santiago de Madrid (templo situado justo enfrente del Palacio de Oriente. Se dedicó a predicar la pobreza enfrente del trono de Carlos III, lo que se supone debía molestar bastante al rey (los cronicones indican que el monarca quedó maravillado y medió para su promoción a la silla episcopal). Si bien parece ser que lo que el rey quería era ascenderlo para mandarlo muy lejos de Madrid, como así fue, pues en 1778 es promovido a la silla de Palma de Mallorca permaneciendo en la diócesis mallorquina hasta 1794 y siendo considerado el «piquito de oro» por sus predicaciones en la catedral. En ese año, ya enfermo es promovido a la silla de Jaén, donde ni siquiera permaneció un año tras el largo viaje. Fue enterrado en la catedral de Jaén, pero no se sabe el lugar.